# Naoki Mihara
Naoki Mihara (født 19. juni 1987) er en tidligere japansk fodboldspiller.
Han har spillet for flere forskellige klubber i sin karriere, herunder Tokyo Verdy og Fagiano Okayama.